# Паханг
Паханг (малай. Pahang Darul Makmur, джаві:ڨهڠ دار المعمو) — федеральний штат (султанат) в Малайзії.

## Історія
Королівство Паханґ з'явилося після об'єднання династії Бендахара під час розділення територій імперії Джохору  У 1770 році Тун Абдул Маджид оголосив себе першим раджею королівства. Династія Теменггонгів посіли на трон у Джохорі  та Сингапурі, Ямтуан Муда в Ріау. У 1853 р. четвертий Раджа Бендахара Тун Алі відмовився від вірності султану Джохор і став незалежним правителем Паханґа. По його смерті у 1857 році почалася боротьба за трон поміж його синами Ахмад аль-Муадзаном та Тун Мутахіром, що привело до громадянської війни. За підтримки сусіднього султанату Теренггану та сіамських військ у 1863 році Ахмад аль-Муадзан переміг брата вигнавши його з королівства та встановивши контроль над найбільшими містами Паханґу. У 1881 році за рішенням знаті раджа Ахмад був обраний султаном, але лише 12 грудня 1884 року, за підтримки Малайських штатів Ахмад аль-Муадзама оголосив Паханґ султанатом, а в 1887 році султанат був визнаний колоніями Стрейтс-Сетлментсе. Побоюючись, що внутрішні суперечки в Паханзі призведуть британців до втручання в його державу, султан Ахмад, наслідуючи приклад Джохор, дозволив іноземним інвесторам орендувати земельні ділянки. Але це не врятувало султанат від британського контролю і в 1895 році Паханґ перейшов під управління Британії у складі Малайської федерації. У грудні 1941 року — січні 1942 року Паханґ, як і інші території федерації (Неґрі-Сембілан, Перак, Селангор) окупували війська Японії. У 1945 році після капітуляції Японії федерація не була відновлена. Проте федеральна форма правління була збережена як основна модель для консолідації окремих держав у незалежну Малайську Федерацію. У 1963 році Паханґ став одним із штатів Малайзії.

## Географія
Паханг є третім за величиною штатом в Малайзії, після Сараваку і Сабаху, і найбільшим у півострівній Малайзії. Знаходиться у східній частині півострова Малакка. Штат займає величезний басейн річки Паханг. Його столицею є Куантан, а королівська резиденція знаходиться у Пекані. Територія штату в значній частині покрита джунглями, тому щільність населення вища на прибережних рівнинах.

## Адміністративний поділ
Штат поділяється на 11 районів:
- Куантан
- Пекан
- Ромпін
- Темерлох
- Маран
- Бера
- Бентонг
- Рауб
- Джерантут
- Ліпіс
- Камерон Хайлендс

## Населення і етнічний склад
Населення у 2007 році становило 1396500 осіб, у тому числі приблизно 1000000 малайців і буміпутра (найменування етнічної групи малайців, а також корінного населення Малайзії), 233000 китайців, 68500 індійців, 13700 інших і 68000 негромадян.

## Економіка
Основа економіки — сільське господарство. Провідна культура — каучуконоси, кокосова і олійна пальми, рис. Населення прибережних районів займається рибальством. Ведеться видобуток олова і первинна обробка каучуку.